# Provincia Kütahya
Provincia Kütahya este o provincie a Turciei cu o suprafață de  km², localizată în